# Mobayi-Mbongo
Mobayi-Mbongo, früher auch Banzyville oder Banzystad genannt, ist eine Stadt in der Provinz Nord-Ubangi im äußersten Nordwesten der Demokratischen Republik Kongo am Fluss Ubangi. Sie liegt gegenüber der zentralafrikanischen Stadt Mobaye und ist das administrative Zentrum des gleichnamigen Territoriums. Im Jahr 2012 betrug die geschätzte Einwohnerzahl 5640.
Die grob von Ost nach West verlaufende Nationalstraße 24 führt durch den Ort.
Ein kleines Wasserkraftwerk wurde 1989 in Betrieb genommen, wobei ein Teil des Stroms in die Zentralafrikanische Republik exportiert wird.